# Xoc de reis
Xoc de reis (en anglès: A Clash of Kings) és la segona de les set novel·les previstes de Cançó de gel i foc, una sèrie de fantasia èpica de l'autor nord-americà George R. R. Martin. Es va publicar per primera vegada el 16 de novembre de 1998 al Regne Unit, la versió castellana no es publicaria fins al 2003 i no seria fins al 2011 que Alfaguara en publicà la traducció al català. Com el seu predecessor, Joc de trons, va guanyar el premi Locus (el 1999) a la millor novel·la i va ser nominada al premi Nebula (també el 1999) a la millor novel·la.
La novel·la ha estat adaptada per a televisió per HBO com a segona temporada de la sèrie de televisió Game of Thrones.

## Resum de la trama
Xoc de reis narra la lluita de diverses faccions enfrontades pel Tron de Ferro a Westeros, paral·lelament, la Guàrdia de la Nit realitza un reconeixement per investigar la gent misteriosa coneguda com a salvatges. Mentrestant, la Daenerys Targaryen continua amb el seu pla per conquerir els Set Regnes.

### Als Set Regnes
Amb la mort del rei Robert Baratheon, el seu suposat fill Joffrey s'asseu al Tron de Ferro. El seu regnat està lluny de ser estable, ja que els dos germans d'en Robert, Renly i Stannis, també han reclamat el tron. Dues regions intenten separar-se del regne: Robb Stark és declarat "Rei al Nord", mentre que en Balon Greyjoy es declara rei de les Illes de Ferro. Aquest conflicte bèl·lic és anomenada la Guerra dels Cinc Reis.
Stannis Baratheon, fent públic que en Joffrey i els seus germans són bastards fruit de l'incest entre la Cersei i el seu bessó Jaime, reclama el tron com el germà gran d'en Robert i, per tant, hereu. És ajudat per la Melisandre, una sacerdotessa estrangera que profetitza que l'Stannis és una figura messiànica. En Renly compta amb el suport del noble Lord Mace Tyrell i s'ha casat amb la seva filla, la Margaery. La mare d'en Robb Stark, Catelyn Stark, es reuneix amb en Renly i l'Stannis per parlar d'una aliança contra la família d'en Joffrey, els Lannister, però no acaben arribant a un acord. La Melisandre utilitza la màgia per enviar una ombra que assassina en Renly enmig de la nit, i l'Stannis assetja Rompent de Tempestes, el castell de Renly. Després de presenciar la mort d'en Renly, la Catelyn i la guardaespatlles d'en Renly, Brienne de Tarth, fugen del lloc dels fets.
En Tyrion Lannister, l'oncle de Joffrey, arriba a la capital de Port Reial com a Mà del Rei en funcions, l'assessor principal del rei Joffrey. En Tyrion millora les defenses de la ciutat mentre lluita pel poder contra la mare de Joffrey, la reina regent Cersei. En assabentar-se de la mort d'en Renly, en Tyrion envia el tresorer de la corona Petyr "Ditpetit" Baelish per guanyar-se el suport dels Tyrell per en Joffrey. La filla de la Catelyn, Sansa Stark, un ostatge dels Lannister, és abusada regularment per Joffrey. Esclaten disturbis a la ciutat a causa de la crueltat d'en Joffrey i l'escassetat d'aliments causada per la guerra.
En Robb guanya diverses batalles contra els Lannister mentre el seu germà petit Bran governa Hivèrinia en absència seva. Contràriament a les recomanacions de la Catelyn, en Robb envia en Theon Greyjoy, fill de Balon Greyjoy i pupil de la seva família, a negociar una aliança entre el Nord i les Illes de Ferro. En Theon traeix a en Robb i ataca Hivèrnia, prenent el castell i capturant en Bran i el seu germà petit Rickon. Quan en Bran i en Rickon s'escapen, en Theon fingeix la seva mort. Els partidaris dels Stark assetgen el castell, inclosa una força de la casa Bolton, aliada dels Stark. Tanmateix, els soldats dels Bolton es giren en contra dels Stark i Greyjoy per igual, cremen Winterfell, maten els seus habitants i fan presoner a Theon.
La filla de la Catelyn, l'Arya, és portada al nord fent-se passar per una nova recluta per a la Guàrdia de la Nit. Els reclutes són atacats per les forces dels Lannister i els supervivents són portats al castell gegantí de Harrenhal, que està controlat per l'avi de Joffrey, en Tywin Lannister. Per salvar-li la vida durant l'atac, un misteriós home anomenat Jaqen H'ghar promet pagar a l'Arya matant a tres homes de la seva elecció. L'Arya aprofita aquesta oferta per ajudar les forces del Nord a recuperar el control de Harrenhal. Després d'això, en Jaqen dona a l'Arya una misteriosa moneda de ferro i li diu que el trobi a la ciutat estrangera de Braavos si mai vol conèixer els seus secrets. Arya aviat s'escapa del castell.
L'exèrcit de l'Stannis ataca per mar la ciutat de Port Reial en una batalla a la badia d'Aigüesnegres. Sota el comandament d'en Tyrion, les forces dels Lannister utilitzen el foc valyrià (una substància semblant al foc grec) per encendre la badia i una gran cadena que tanqui la boca de la badia, de manera que la flota de l'Stannis no pugui escapar de les flames. Quan les tropes de l'Stannis assalten les portes de la ciutat, en Tyrion guia les tropes Lannister a la batalla. La victòria de l'Stannis sembla assegurada, fins que en Tywin Lannister arriba amb el seu exèrcit i les forces dels Tyrell i derroten l'Stannis. Durant la batalla, en Tyrion és atacat i ferit per un cavaller de la Guardia Reial d'en Joffrey; quan en Tyrion recupera la consciència després de la batalla, en Tywin ha assumit el càrrec de Mà del Rei.

### Més enllà del Mur
Un grup d'exploradors de la Guàrdia de la Nit s'assabenta que els salvatges s'agrupen al voltant d'en Mance Raydern, el "Rei d'Enllà del Mur". El Lord Comandant de la Guàrdia, Jeor Mormont, assigna en Jon Snow a un grup enviat per investigar els objectius de Mance, liderat per Qhorin Mitjamà. Després de ser atrapats per un grup de guerrers salvatges i veient que s'enfronten a una derrota segura, en Mitjamà ordena a en Jon que s'infiltri als salvatges i n'investigui els plans. Per guanyar-se la confiança dels salvatges, en Jon es veu obligat a matar en Qhorin. En Jon s'acaba assabentant que en Mance Rayder avança cap al Mur que separa els salvatges dels Set Regnes amb un exèrcit de trenta mil persones, gegants i mamuts.

### Més enllà del Mar Estret
Daenerys Targaryen viatja cap al sud, acompanyada pel cavaller Jorah Mormont, la resta dels seus seguidors i tres dracs acabats de sortir de l'ou. A la ciutat de Qarth, on la Daenerys és famosa a causa dels seus dracs, intenten trobar ajuda econòmica i vaixells per poder travessar el Mar Estret. En un primer moment, ella i Xaro Xhoan Daxos, un comerciant important de Qarth, estableixen una amistat; tanmateix, aquest li acaba negant l'ajuda, ja que la Daenerys no accepta regalar-li cap dels seus dracs a canvi. Com a últim recurs, la Daenerys demana ajuda als bruixots de Qarth que li mostren moltes visions confuses. Finalment, l'acaben amenaçant de mort després que un dels dracs de Daenerys cremés la Casa dels Immortals. La Daenerys acaba patint un intent d'assassinat que és frustrat per un guerrer anomenat Strong Belwas i el seu escuder Arstan Barbablanca: agents de l'aliat de Daenerys, Illyrio Mopatis, que han vingut a escortar-la de tornada a Pentos.

## Personatges amb punt de vista
La història de Xoc de reis és narrada a través dels ulls de 9 personatges principals i un pròleg.
- Pròleg: Mestre Cressen, mestre de Rocadrac.
- Tyrion Lannister, fill petit de Lord Tywin Lannister, un nan i germà de la reina Cersei, i la mà del rei en funcions de Joffrey Baratheon.
- Lady Catelyn Stark, de la casa Tully, vídua d'Eddard Stark, Senyor d'Hivèrnia.
- Ser Davos Seaworth, un contrabandista convertit en cavaller al servei del rei Stannis Baratheon, sovint anomenat el cavaller de la ceba.
- Sansa Stark, filla gran d'Eddard Stark i Catelyn Stark, captiva pel rei Joffrey a Port Reial.
- Arya Stark, filla petita d'Eddard Stark i Catelyn Stark, desapareguda i suposadament morta.
- Bran Stark, segon fill d'Eddard Stark i Catelyn Stark, governant a Hivèrnia en absència del seu germà gran.
- Jon Neu, fill bastard d'Eddard Stark, i un home de la Guàrdia de la Nit.
- Theon Greyjoy, hereu de les Illes de Ferro i antic pupil de Lord Eddard Stark.
- La reina Daenerys Targaryen, La Que No Crema i Mare de Dracs, de la dinastia Targaryen.

## Adaptació televisiva
Xoc de reis ha estat adaptada per a televisió per HBO com a segona temporada de la seva exitosa adaptació de Cançó de gel i foc. El rodatge va començar el juliol de 2011, i el primer episodi de la temporada 2 de Game of Thrones es va emetre el 1r d'abril de 2012.

## Premis i nominacions
- Guanyadora del premi Locus a Millor Novel·la (Fantasia) el 1999.[4]
- Nominada al premi Nebula a Millor Novel·la (Nominada) el 2000.[5]
- Guanyadora del premi Ignotus a Millor Novel·la Estrangera el 2004.